# Trampa a mi marido
Trampa a mi marido es una comedia protagonizada por Dean Martin, Lana Turner y Walter Matthau. Se trata de la adaptación cinematográfica de la novela Four Horse Players Are Missing de Alexander Rose.
El tema musical de la película Who's Got The Action? fue compuesto por George Duning y Jack Brooks.
En España, se estrenó el 10 de febrero de 1964 en los cines Rialto, Fantasio y Figaro de Madrid. En España, la película, finalmente, fue vista por un total de 293.011 espectadores y recaudó 37.776 euros en taquilla.

## Argumento
Una mujer hace frente a la adicción al juego de su marido apostando por él. Aunque, le hace creer que apuesta, en realidad, no lo hace. Los problemas vendrán cuando el marido empiece a ganar y ella deba presentarle los beneficios.

## Otros créditos
- Fecha de estreno: enero de 1962
- Productora: Amro Productions, Claude Productions y Mea Productions.
- Distribuidora: Paramount Pictures
- Color: Technicolor
- Sonido: Charles Grenzbach y Hugo Grenzbach
- Director musical: George Duning
- Asistente de dirección: Arthur Jacobson
- Montaje: Howard A. Smith
- Dirección artística: Arthur Lonergan y Hal Pereira
- Decorados: Sam Comer y Darrell Silvera
- Diseño de vestuario: Edith Head
- Maquillaje: Wally Westmore
- Peluquería: Helen Young (estilismo de Lana Turner) y Nellie Manley